# Ruhrstahl X-7
Ruhrstahl X-7 – niemiecki przeciwpancerny, kierowany pocisk rakietowy z głowicą kumulacyjną opracowany pod koniec II wojny światowej. Znany był także pod nazwą Rottkäppchen (pol. Czerwony Kapturek).

## Opis
Masa ładunku wybuchowego wynosiła około 2,5 kilograma. Pocisk napędzany był dwoma silnikami rakietowymi na paliwo stałe WASAG w postaci dwóch koncentrycznych tub. Pierwszy silnik, o ciągu 68 kilogramów, używany był do startu pocisku. Działał przez 2,5 sekundy nadając mu prędkość 360 km/h. Drugi silnik, o ciągu 5,5 kilograma, miał zapas paliwa na osiem sekund. Działał w czasie lotu pocisku do celu, który kierowany był przewodowo. Maksymalny zasięg wynosił około 1200 metrów.
Wyprodukowano kilkaset pocisków tego typu i najprawdopodobniej wszystkie z nich zostały zużyte w czasie testów. Jednak według niepotwierdzonych raportów, część została użyta bojowo na froncie wschodnim w ostatnich tygodniach wojny. Podobno osiągnięto znakomite wyniki. Pocisk był w stanie zniszczyć każdy typ radzieckiego czołgu.